# Træ (materiale)
 For alternative betydninger, se Træ. (Se også artikler, som begynder med Træ)
Træ (eller ved) er materialet fra døde træer. Udviklingsprocessen fra det urteagtige skud til den træagtige gren eller stamme kaldes for "forvedning", og planter, som har været igennem processen, kaldes "forveddede". Det er et bæredygtigt naturmateriale, som bruges til byggeri, inventar og tømmer, og af mange forskellige fagligheder. Eksempelvis arkitekt, bygningssnedker, bådbygger, designer, forstkandidat, maskinsnedker, møbelsnedker, orgelbygger, produktionsassistent, produktionsteknolog, tømrer, skov- og landskabsingeniør, skovarbejder.
Inden for træ sondres mellem nåletræ, som eksempelvis gran og fyr, og løvtræ såsom eg, bøg, ask og mahogni. På engelsk sondrer man mellem softwood og hardwood. Denne artikel gennemgår træets opbygning, udseende, egenskaber og anvendelse.

## Træets opbygning

### Veddets bestanddele
Træ består af:
- Cellulose (40%-50%)
- Lignin (20%-50%)
- Hemicellulose (Polyoser) (20%-30%)
- Træharpiks

På celleniveau består nåletræ af trakeider (ca. 90%) og parenkymceller (ca. 10%). Trakedier er orienteret med stammens længderetning, hvor cellernes vægge giver træet styrke og hulrummene er med til at transportere vand rundt i træet. De kaldes derfor også vandledende celler. Parenkymceller er levende og fungerer blandt andet som oplagsplads for næringsstoffer. De orienterer sig fra kernen mod barken. Cellerne er i forbindelse med hinanden gennem porer, så vand og næringsstoffer kan transporteres rundt. Porerne kan være cirkulære, ovale eller spalteformede.
Hos løvtræer findes karceller, som i forlængelse af hinanden danner lange kar (karstrenge), som leder vand og næringsstoffer fra rod til blade. Det er karerne man kan se på tvæsnittet af ved - og det er dem man også kalder porer, når man beskriver træets udseende og egenskaber.

### Vækstlag og årringe
I træets vækstperiode, fra forår til sensommer, deler træet celler sig i det yderste lag, der ligger lige under barken (kaldet kambiet), således at der indadtil dannes vedceller, og udadtil dannes barkceller, og træet tager til i tykkelse. Den tilvækst der sker i vækstperioden kaldes årringe, da de ses som ringe på tværsnittet. På radian- og tangetsnit viser årerne sig som rette eller bugtede striber. De tydelige aftegninger skyldes den forskel, der er på det ved, der dannes om foråret (vårved) og om efteråret (høstsved), hhv. først og sidst i en vækstperiode. Løvtræerne danner brede, tyndvæggede celler, kaldet karceller, som har til opgave at transportere vand rundt i træet. Ved nogle arter dannes der kun karceller i vårveddet, hvorved de benævnes ”ringporet”. Det gælder for Eg, Elm og Ask. Ved andre dannes karcellerne i hele vækstperioden, hvorved der er tale om en ”strøporet” eller en ”spredtporet” art, eksempelvis Bøg, Birk og Tulipantræ. Nåletræer danner ikke karceller, men består primært af trakeider, som i vårveddet er tyndvæggede og med store hulrum, der kan transportere vand, og i høstveddet er tykvæggede og med små hulrum, som giver veddet styrke.

### Marv og marvstråler
Marven udgør den inderste del af træet og består af døde celler. Marvstrålerne går fra marven mod barken. Marvstrålerne ses på tværsnittet som radialt udstrålende striber, hvor de kan være mere eller mindre tydelige. Marstrålerne fungerer som oplagsrum for navnlig stivelse og fedt, og transporterer næringsstoffer fra bark til ved og omvendt. Man skelner mellem primære marvstråler, som udgår fra marven, og sekundære marvceller, som dannes længere ude i veddet. De har dog samme funktion.

### Splint- og kerneved
Alle træer har splintved, som består af levende celler, der transporterer vand og næring fra rod til resten af træet. Nogle træarter danner kerneved i stammens centrum, som består af døde inaktive celler og adskiller sig i farven fra det levende splintved. Kernen er gennemgående mere dimensionsstabilt end splintveddet trods højere densitet, ligesom kernedannelsen i højere eller mindre grad beskytter træet mod svampe- og insektangreb. Kernen er i så fald mere værdifuld end splintveddet. Nogle træer udvikler ikke denne kerne, og kaldes da for Splintvedstræer. Det er eksempelvis Avnbøg, Birk, Bøg, El, Ahorn, Ær og Lind. Eksempler på arter med kernedannelse er Fyr, Lærk, Douglasgran, Elm, Eg, Kirsebær, Valnød og Bøg. Nogle arter kan også danne en såkaldt ”falsk kerne” som reaktion på en ydre påvirkning. Her er kernen mørkere i stammens midte, men danner ikke konserverende stoffer.

## Træets egenskaber

### Farve
Træets naturlige farve kan variere fra gulhvid til næsten sort. Primært ses gule, bruge og røde farver. Mørkt ved er ofte hårdere og varigere end lyst. Veddet vil have en farve når det lige er blevet fældet og siden skifte farve når det udsættes for lys og luft, som oftest vil det blive mørkere. Farven kan desuden ændres ved bejdsning eller anden overfladebehandling, men resultatet fra sådanne behandlinger falmer ofte over tid.
Træets udseende er desuden bestemt af hvordan træet er skåret op.

### Vandindhold
Vandmængden i nyfældet træ er afhængigt af træarten. Mens den del af vandet, der er indsuget i cellevæggene er nogenlunde ens for al slags træ, er det vand, der findes som frit vand i splintens celler, afhængig af hvor porøst veddet er og derfor af træarten.
Når træet lagres vil noget af vandet fordampe. Lufttørt træ vil således indeholde samme mængde vand som den omkringliggende luft. Man sondrer desuden mellem skovtørt (25-30% vand), skibningstørt (20-25%), lagertørt (22%) og stuetørt (7-12%). For bygningssnedkertræ regnes 10-12% for passende, for møbeltræ 5-8%. Således undgås senere tørringssvind.
Når træ tørrer, svinder det ikke kun i vægt, men også i rumfang. Rumfangssvindet sker når det frie vand er fordampet, og det vand der er indsuget i cellevæggene begynder at fordampe. Rumfangssvindet varierer med træsorten, og er mindre for nåletræ end for Eg, Bøg og Mahogni. Som hovedregel gælder, at jo tungere træsort, jo mere svinder den.

### Styrkeegenskaber
Materialestrukturen giver planterne den nødvendige styrke til at bære deres egen vægt og de belastninger, der opstår under påvirkning af vind, snetryk og vandoptagelse. På den måde er veddet forudsætningen for, at de høje stauder, buske og træer har kunnet udnytte sollyset helt uden konkurrence fra andre planter.
Træs egenskaber i længderetningen er væsentlig bedre end i de to tværretninger, radialt og tangentielt. Træets styrkeegenskaber vurderes ud fra en række parametre, afhængig af hvad træet skal bruges til, blandt andet trykstyrke, trækstyrke, bøjningsstyrke og hårdhed. Sidstnævnte er den modstand træet gør mod et værktøj eller anden legemes indtrængning, og har derfor indflydelse på, hvordan træet kan bearbejdes. Hårdhed måles typisk efter jankanormen, der angiver det kugletryk, dvs. den kraft, der kræves for at presse en stålkugle med Ø11,28 mm halvt ind i træet, og angives i Newton. Pokkenholt er en af verdens hårdeste træsorter med en janka på ca. 1900 N. Til sammenligning har almindelig fyr og eg henholdsvis en jankaværdi på 300 og 700 N. 
Træets styrke påvirkes af vandindholdet, da vandet virker opblødende. Vandfri gran kan være fire gange så stærkt som vandmættet. Det påvirkes desuden af Knaster, som forringer styrken overfor særligt træk og bøjning, og af vækstfejl, som ændrer i træets fibre. Den faktor, som bestemmer styrken, når ingen af de andre gør sig gældende, er veddets tæthed.
Man vurderer ofte træets egenskaber ud fra densitet, som har indflydelse på træets styrke og hårdhed. Densitet er materialets vægt i forhold til dets volumen, som angives med symbolet ρ. I absolut tør tilstand er vedstoffets densitet 1500 kg/m3, men da alle træer kun indeholder et skellet af vedstof, er alle træarters densitet mindre og svinger mellem 100 kg/m3 og 1100 kg/m3..
Ligesom der for forskellige træarter er forskellig densitet, er der inden for den enkelte art variationer. Eksempelvis kan egetræ variere fra 300-600 kg/m3. Der vil derudover være forskelle i den enkelte stamme.
Generelt gælder:
•	Højere densitet = højere styrkeegenskaber
•	Høj densitet = lang tørretid

## Træbaserede materialer
Ud over tømmer af forskellige træarter, findes en række træbaserede materialer, som er blevet udviklet for at udnytte al træet i stammen, give træet bedre styrkeegenskaber eller længere levetid. Disse materialer kan være baseret på spåner, flis eller træfibre som fx spånplader, MDF, OSB-plade og træfiberplader. Krydsfiner er sammenlimede og krydslagte finerlag, og møbelplader er opbygget af sammenlimede træstave beklædt med finer.

## Anvendelse
På grund af sin tilgængelighed og mange gode egenskaber, har træ været anvendt til et væld af forskellige ting op gennem historien. Eksempelvis som brænde, og i konstruktionen af bygninger, skibe, møbler, instrumenter og andet. Desuden er træstoffet meget energirigt, og da energien kan frigøres ved at antænde det tørre ved, har det været brugt som varmekilde i alle mulige sammenhænge.
Forskellige træarter har til forskellige tider været populære inden for møbelproduktionen i Danmark, og afhænger af tilgængelighed, forarbejdningsmetoder, pris og mode. Tidligere brugte man de træsorter, som var tilgængelige i det enkelte land, i Nordeuropa: eg, fyr og gran. Den øgede kontakt og samhandel med andre lande i 1600-tallet, betød at nye træsorter blev tilgængelige. I de 17. århundrede var mørk ibenholt og palisander meget populære, sammen med importerede møbler fra Kina i kamfertræ. I det 18. og 19. århundrede foretrak man møbler af den mørke mahogni. Eg, Ask, Mahogni, Palisander og Teak, hvoraf de to første vokser i Danmark og de tre sidste i tropiske egne, er blandt de arter, som havde størst betydning i det 20. århundredes danske møbelproduktion.

### Bæredygtighed og CITES
I dag influerer desuden miljøhensyn og –politik både forskellige træarters tilgængelighed og mode. Med sit lave CO2-aftryk og ved at være fuldstændigt fornyeligt, understøtter træ i særligt grad bæredygtigt byggeri, men kræver samtidig et stort kendskab til, og respekt for, de egenskaber som træet besidder.
Mange træarter har tidligere været høstet i et sådan omfang, at de i dag er udrydningstruede og derfor underlagt handelsrestriktioner. IUCN’s Red List of Threatened Species blev oprettet for 50 år siden af en række internationale organisationer og vidensinstitutioner, med det formål at rådgive truede træarter. CITES-konventionen fra 1975 overvåger og regulerer desuden den internationale handel med vilde dyr og planter. Fra 2011 har 175 lande tiltrådt konventionen, og i Danmark har den været gældende siden 1977. CITES omfatter 28.000 træarter, opført på liste I, II eller III alt afhængig af hvor truet arten er. På liste I står ca. 1000 arter (dyr og planter), som er så truede at al handel med dem er forbudt.
EU har ligeledes Forordningen om ulovligt fældet træ, til bekæmpelse af handel med ulovligt fældet træ og træprodukter i EU. I henhold til forordningen er det forbudt at markedsføre ulovligt fældet træ og træprodukter. Forordningen trådte i kraft i 2013.

## Lister over redskaber til træbearbejdning

### Træarbejde, træforarbejdning, træværktøj
- Bajonetsav
- Bloksav
- Borsving
- Bugthøvl
- Båndkniv
- Båndsav
- Dekupørsav
- Finérsav
- Fræser
- Fukssvans
- Grensaks
- Huljern
- Høvl
- Kniv
- Koben
- Listesav
- Løvsav
- Motorsav
- Pudshøvl
- Rundsav
- Rygsav
- Sandpapir
- Sav
- Simshøvl
- Skovøkse
- Skruetvinge
- Smergellærred
- Stemmejern
- Stiksav
- Træbor
- Økse
- Vanddamp (for at kunne bøje træ)

### Montering
- Træskrue
- Søm
- Dyvel
- Trælim

### Træbehandling
- Lak
- Shellak
- Linolie
- Maling
- Imprægnering (sand, tjære)
- Bejdsning